# Nanticoke (Pennsilvània)
Nanticoke és una ciutat al comtat de Luzerne, Pennsilvània, Estats Units. En el cens del 2020 tenia 10.628 habitants, cosa que la situava som la tercera ciutat més poblada del comtat de Luzerne. Ocupa 3.6 milles quadrades (9.3 km2). Nanticoke és al nord-est de Pennsilvània.
La ciutat es pot dividir en diverses seccions: Honey Pot (nord-oest de Nanticoke), (nord i centre de Nanticoke) i la secció de Hanover (sud-est de Nanticoke). Antigament hi havia una activa comunitat dedicada a la mineria del carbó. Avui dia el campus principal de 167 acres del Luzerne County Community College és a la ciutat.

## Història

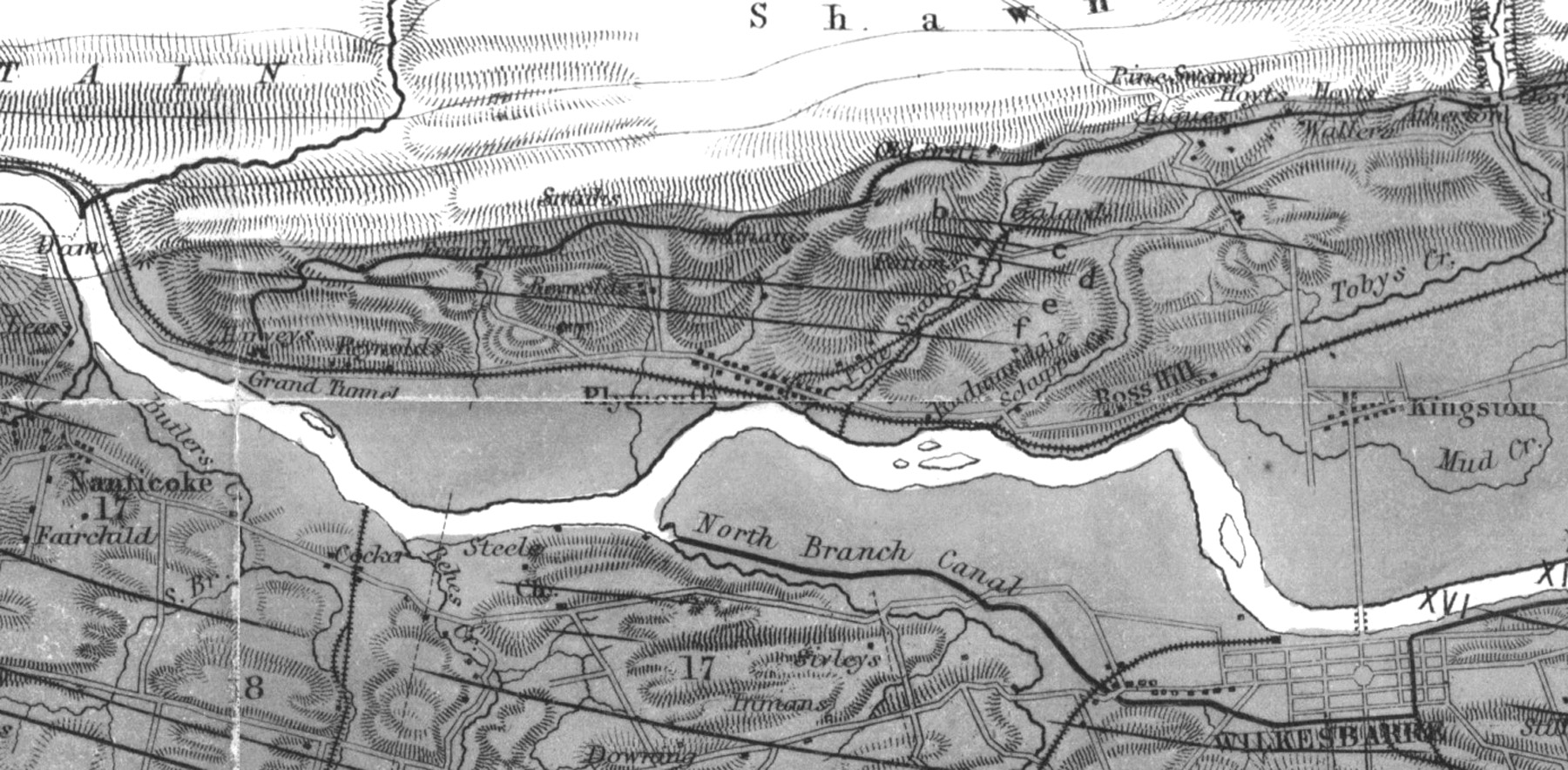
Mapa geològic de dipòsits d'antracita de 1858 amb Nanticoke visible a l'extrem esquerre

### Poblament inicial
El nom "nanticoke" deriva del mot nentego ("gent de les aigües de marea"), un poble nadiu americà de parla algonquina que es veié obligat a traslladar-se a la vall de Wyoming quan les seves terres natals de la badia de Chesapeake foren delmades per la caça pels colons europeus.Molt temps abans que els europeus s'hi assentessin aquests aborígens vivien en un poble a la vall. El rierol proper Nanticoke Creek, també anomenat així per la tribu, era conegut antigament com a Muddy Run. No obstant això, el seu nom actual ja apareixia als mapes el 1776. El rierol també s'anomenà amb molts altres noms, com ara Lee's Creek, Miller's Creek, Robbins Creek, Bobbs Creek, Rummage Creek i Warrior Run Creek. Tots aquests noms foren titllats d'erronis al llibre de Henry C. Bradsby de 1893 titulat History of Luzerne County, Pennsylvania.
El 1778 Mason F. Alden i John Alden construïren una farga al Nanticoke Creek. Durant aquell mateix any, un Sr. Chapman també va construir un molí fariner a prop del rierol. El molí estava fortament custodiat el 1780. El 1793 al rierol hi havia una serradora i un molí fariner.

### Incorporació

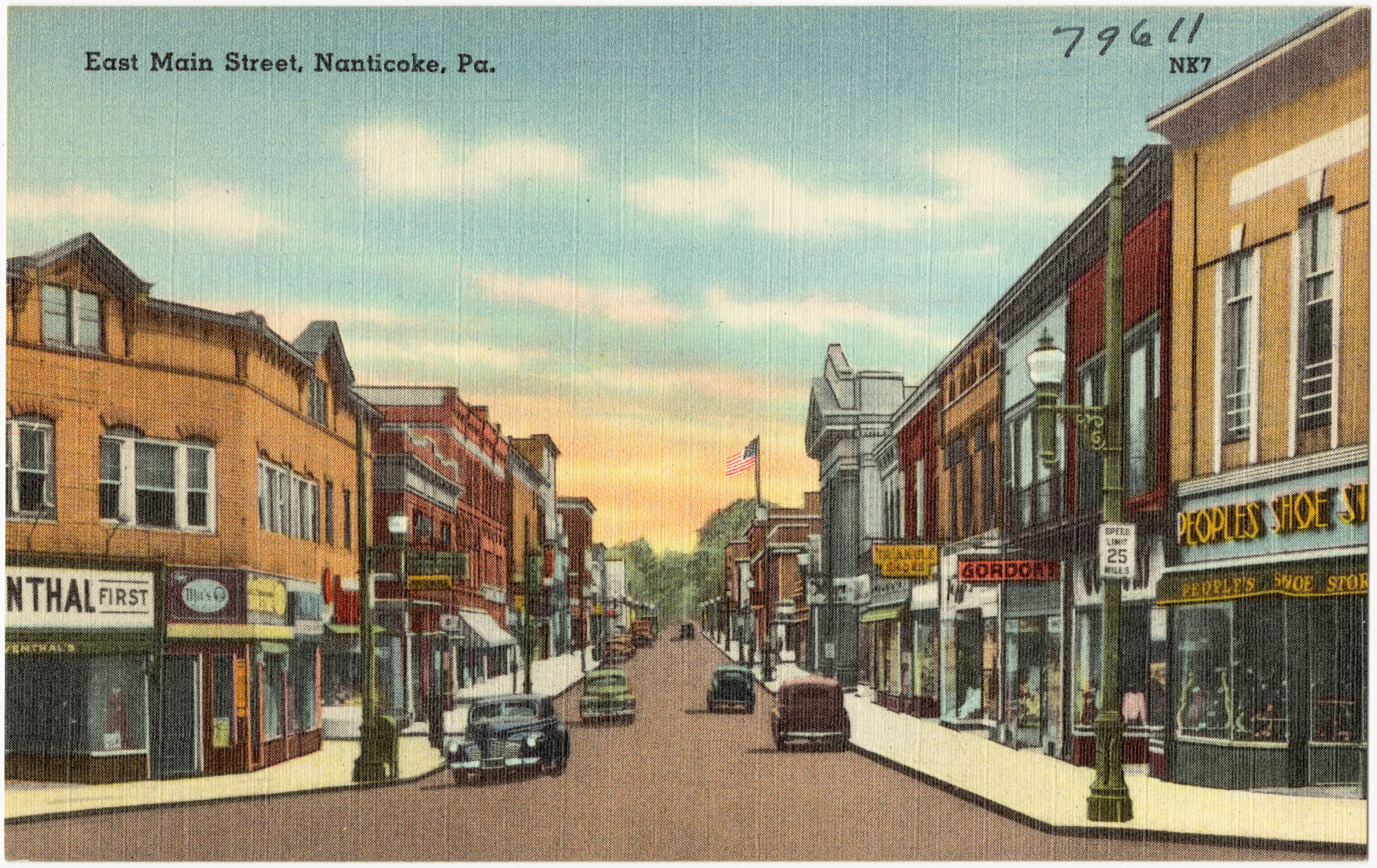
Una postal antiga representant Main Street

Al segle XIX Nanticoke es va separar dels townships de Hanover i Newport. El 1830 l'assentament es va incorporar com a village (~poble); Nanticoke fou declarat borough per la Legislatura de Pennsilvània el 31 de gener de 1874. Nanticoke experimentà el major augment de població entre 1917 i 1925. Això li va permetre qualificar-se com a ciutat de tercera classe.
Els ciutadans votaren a la tardor del 1924 formar un govern a la ciutat; celebrant-se eleccions l'any següent. El nou govern de la ciutat estava compost d'un alcalde i diversos councilmen (~regidors), que van prendre possessió del càrrec el gener de 1926 (que fou la data oficial de convertir-se en una ciutat de tercera classe). El primer alcalde de la ciutat de Nanticoke fou Dan Sakowski.

### Post-incorporació
Samuel Kress hi obrí la seva primera botiga, que va créixer fins a convertir-se en la cadena nacional SH Kress &amp; Co.
La ciutat va guanyar prominència a finals del segle XIX i principis del XX com a una activa comunitat minera dedicada a l'extracció d'antracita, que nodrí la seva força laboral en bona part d'immigració europea. En el seu punt àlgid, a la dècada del 1930, la ciutat acollia més de 27.000 persones. Tanmateix quan la indústria minera de la regió col·lapsà, Nanticoke es sumí en un decaïment urbà i demogràfic. El col·lapse de la indústria minera també deixà un paisatge marcat: mines abandonades, trencadores, edificis i contaminació a Nanticoke Creek a causa dels lixiviats provinents de les mines. Concrete City, construïda per la divisió carbonera de la companyia Delaware, Lackawanna and Western Railroad el 1911, és a prop de la secció de Hanover de Nanticoke. Abandonada des del 1924 fou designada lloc històric el 1998, conservant-se les seves restes com a atracció turística. L'entrada original ha estat tancada des de llavors. No obstant, hi ha una ruta alternativa que no apareix als mapes; que es pot trobar al final dels carrers Bliss i Mosier.
El 1967 s'establí a la ciutat el Luzerne County Community College, un community college de dos anys. Avui dia, el campus principal ocupa uns 167 acres a Nanticoke. L'escola també manté onze centres d'aprenentatge satèl·lit situats al nord-est de Pennsilvània.

Els funcionaris de la ciutat de Nanticoke votaren unànimement sol·licitar l'aplicació de la Llei 47, estatus de ciutat econòmicament estressada (Financially Distressed Municipalities Act, Act 47), que fou atorgada per l'estat el 2006. Nanticoke preveia enfrontar-se aquell any a un dèficit de 700.000 dòlars, amb caigudes d'ingressos, molt per darrere de les despeses.

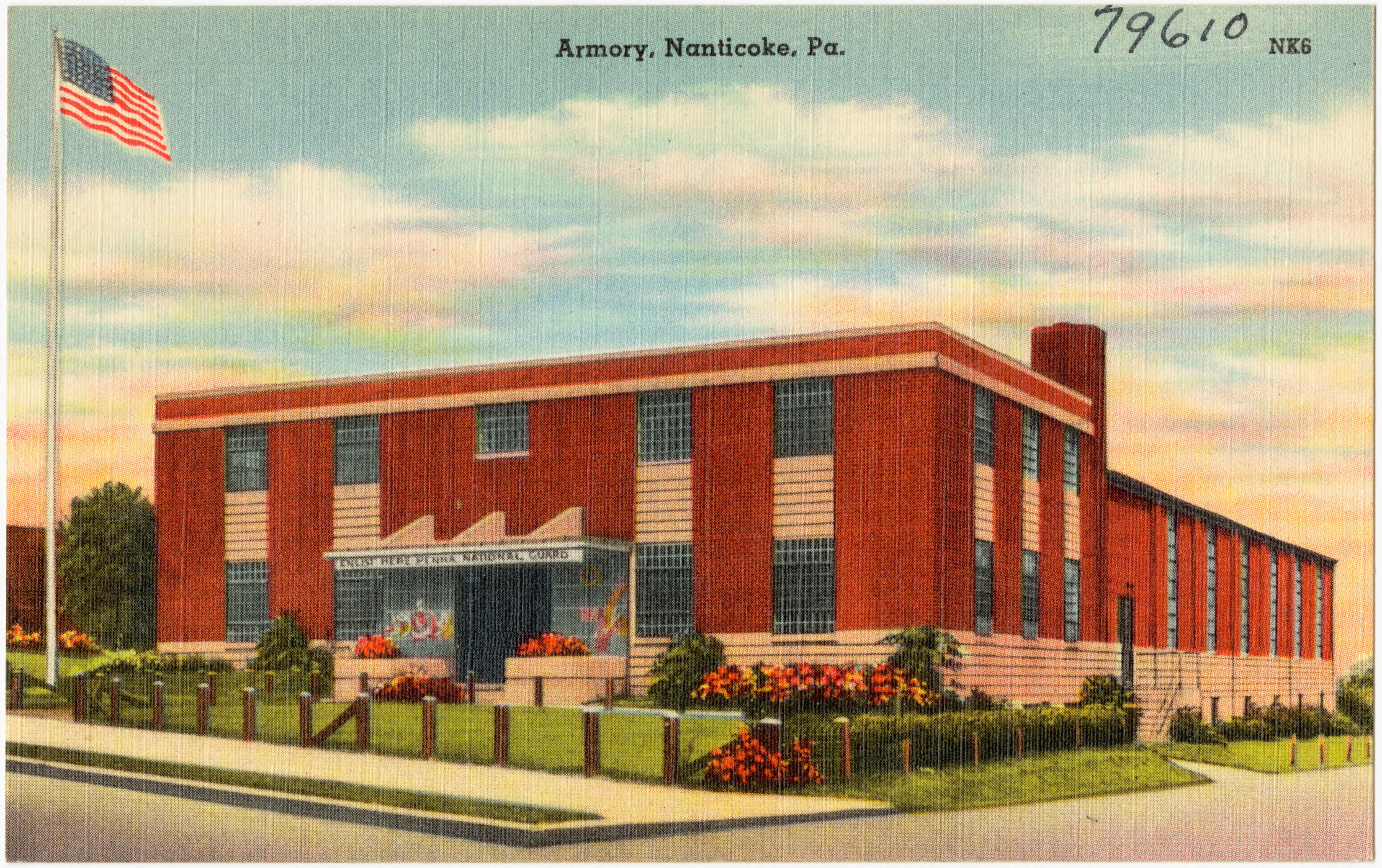
Armeria de la Guàrdia Nacional a Nanticoke
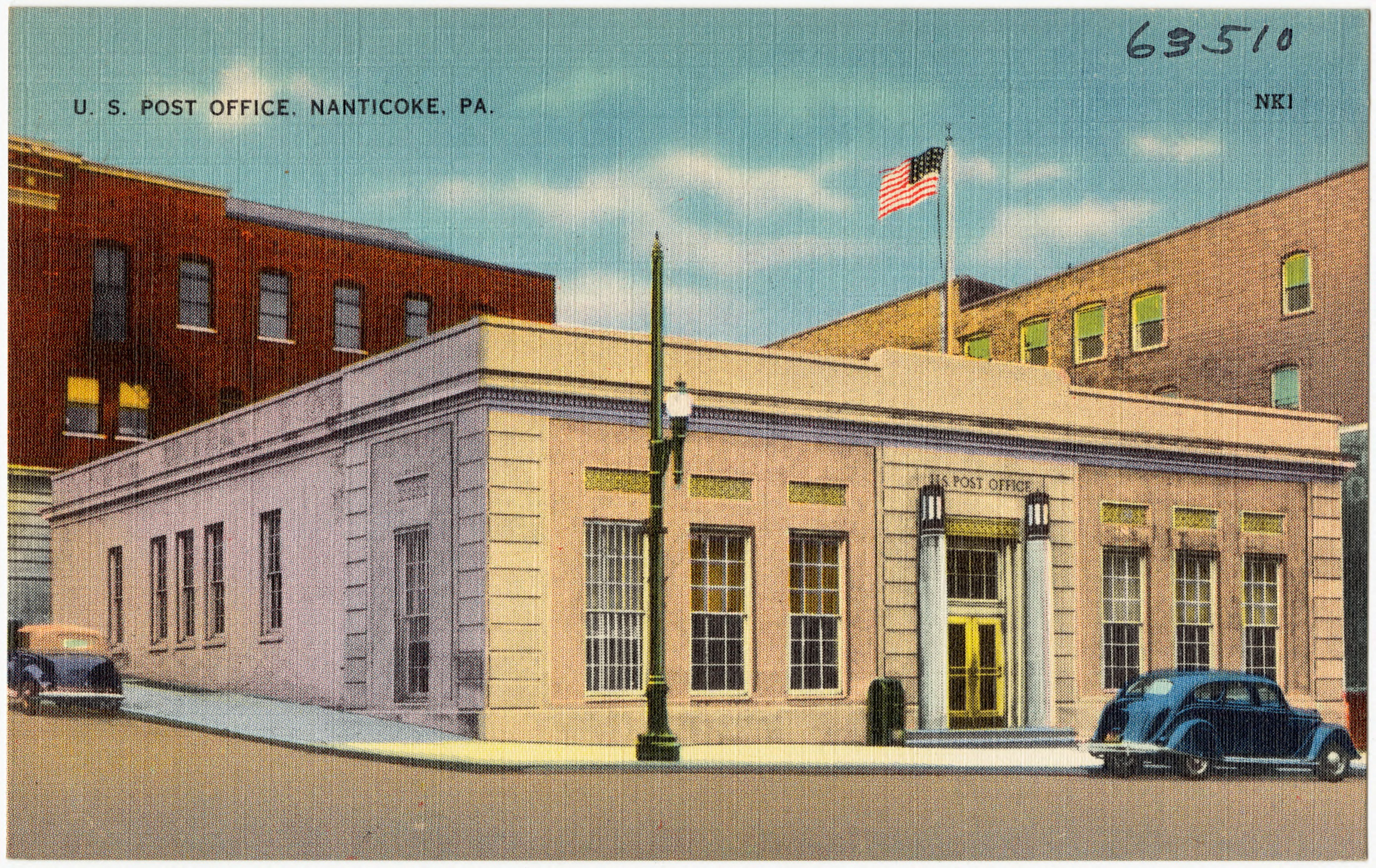
Una postal antiga representant l'oficina de correus del centre de Nanticoke
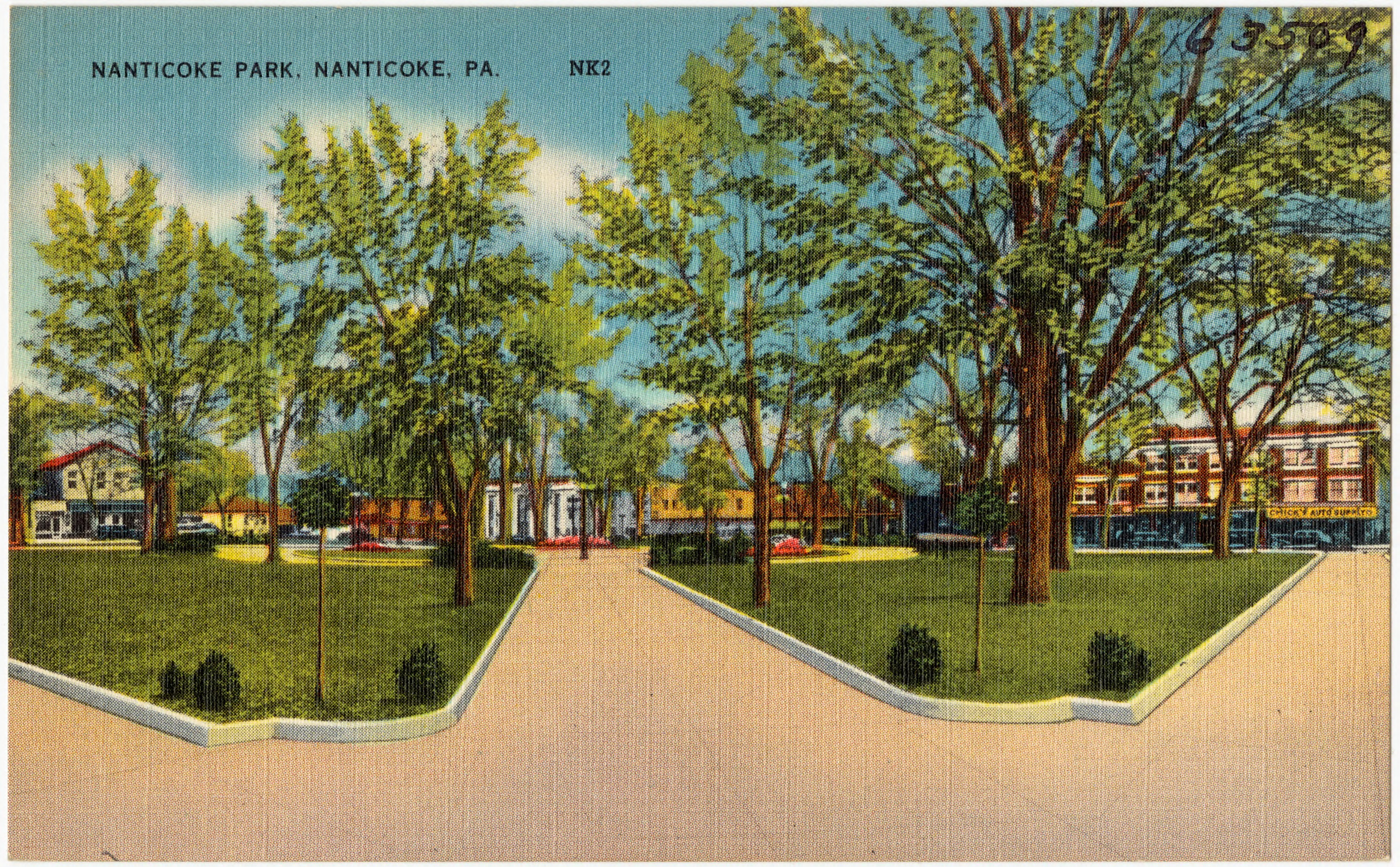
Una postal antiga de Nanticoke Park
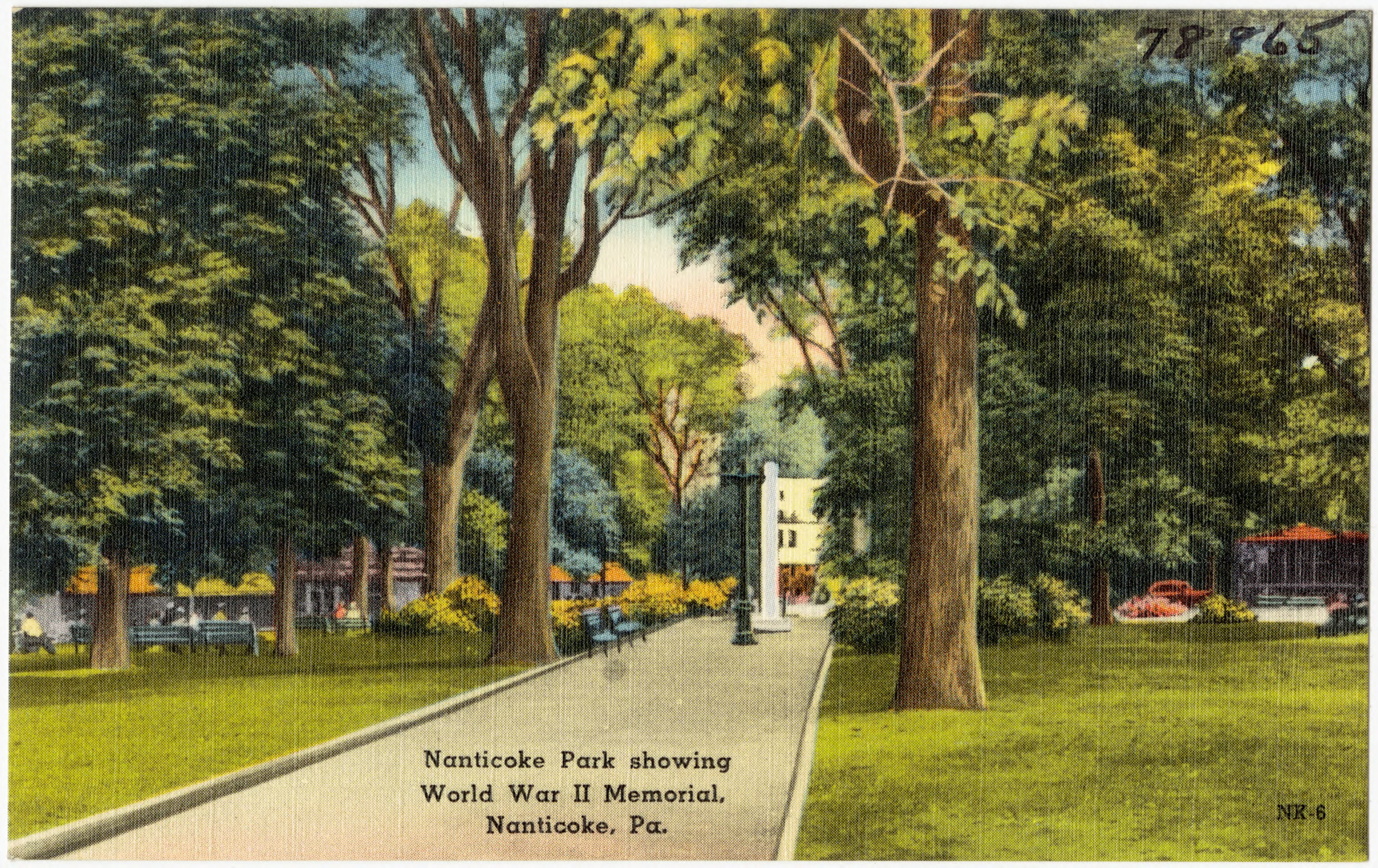
Una postal antiga del monument commemoratiu de la Segona Guerra Mundial a Nanticoke Park

## Demografia

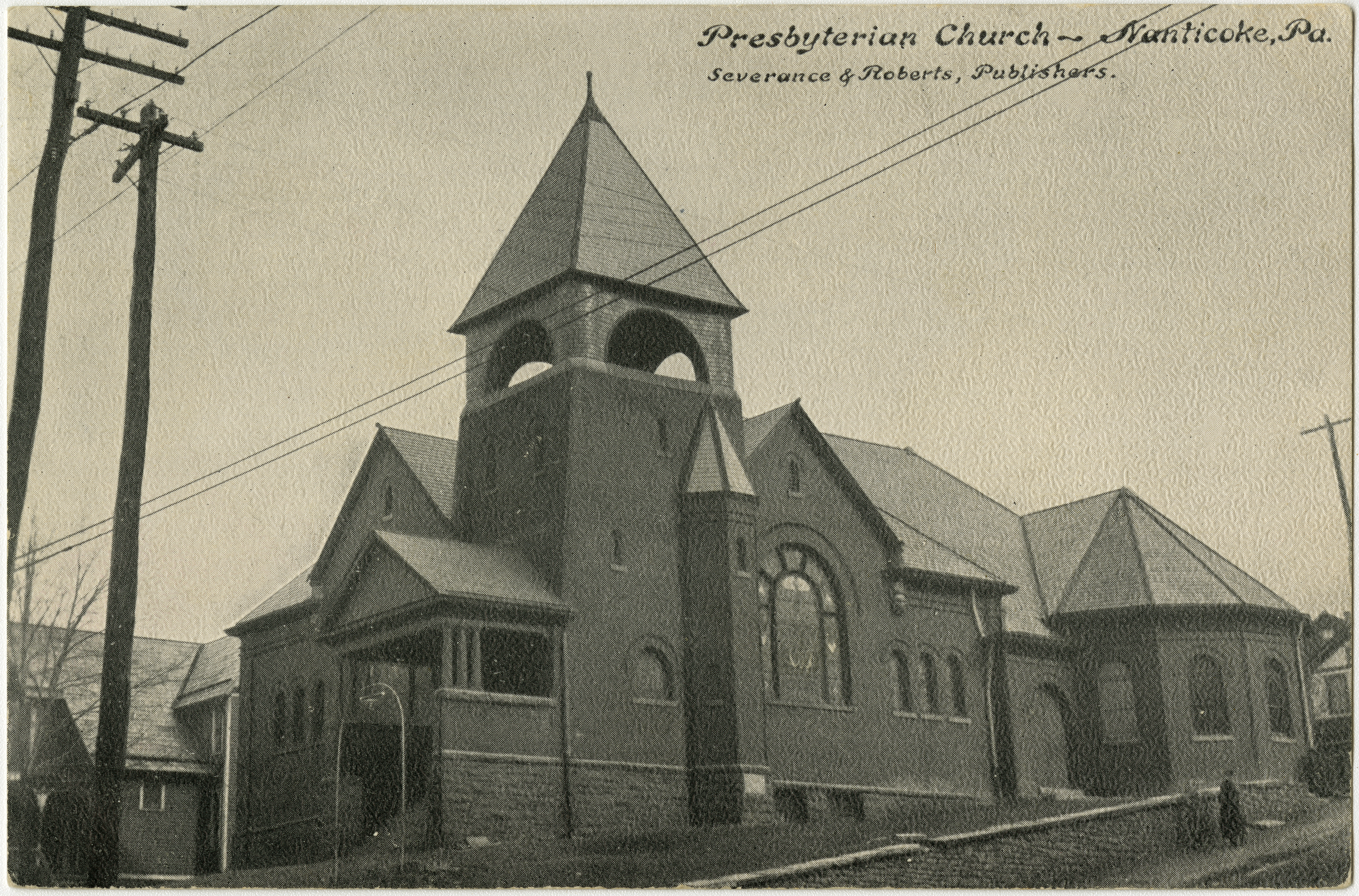
Primera Església Presbiteriana

En el seu punt àlgid, a la dècada de 1930, la ciutat de Nanticoke acollia més de 27.000 persones. Segons el cens de l'any 2000 a la ciutat hi havia 10.955 persones, 4.850 llars i 2.905 famílies; resultant-ne una densitat de població de 3,124.0 habitants per milla quadrada (1,206.2/km2).  Hi havia 5.487 habitatges amb una densitat mitjana de 1,564.7 per milles quadrades (604.1/km2). El perfil racial de la ciutat, d'acord als criteris de raça i etnicitat aplicats per l'Oficina del Cens  era d'un 98,84% de blancs, un 0,27% d'afroamericans, un 0,10% de nadius americans, un 0,26% d'asiàtics, 0,01% d'illencs del Pacífic, un 0,16% d'altres races i un 0,37% de dues o més races. Els hispans o llatins de qualsevol raça representaven el 0,45% de la població.
Hi havia 4.850 llars, de les quals el 23,5% tenien menors de 18 anys, el 42,6% eren parelles casades vivint juntes, el 12,7% tenien una dona cap de família sense marit present i el 40,1% no eren famílies. El 35,7% de totes les llars incloïen un sol habitant, i el 20,0% eren ocupades per una sola persona de 65 o més anys. La mida mitjana de les llars era de 2,21 persones i la mida mitjana de les famílies era de 2,88.
A la ciutat, la població es distribuïa en les següents franges etàries, amb un 19,7% menors de 18 anys, un 7,5% de 18 a 24 anys, un 25,8% de 25 a 44 anys, un 23,7% de 45 a 64 anys i un 23,3% majors de 65 anys. L'edat mediana era de 43 anys. Per cada 100 dones, hi havia 87,6 homes. Per cada 100 dones de 18 anys o més, hi havia 83,3 homes.
La renda mediana per llar a la ciutat era de 26.169 dòlars, i la renda mediana per família era de 35.444 dòlars. Els homes tenien una renda mediana de 30.125 dòlars enfront dels 20.265 dòlars de les dones. La renda per capita de la ciutat era de 15.348 dòlars. Un 11,5% de les famílies i el 15,8% de la població estaven per sota del llindar de pobresa, incloent-hi el 24,1% dels menors de 18 anys i l'11,4% dels de 65 o més anys.
- Ascendències:
  - Polonesos (49,7%)
  - Alemanys (13,0%)
  - Irlandesos (10,8%)
  - Italians (8,4%)
  - Gal·lesos (6,4%)
  - Eslovacs (5,3%)

## Geografia
Segons l'Oficina del Cens la ciutat de Nanticoke té una superfície de 3.6 milles quadrades (9.3 km2) de les quals 3.5 milles quadrades (9.1 km2)  son terra ferma i 0.1 milles quadrades (0.26 km2) , el 3,05%, son cobertes per les aigües. Nanticoke és a la Wyoming Valley (prop del Susquehanna). L'elevació és de 212 msnm (696 peus). Tant el Lower Broadway Street Bridge com l'autopista South Cross Valley Expressway creuen el Susquehanna i connecten Nanticoke amb el township de Plymouth. La topografia de Nanticoke és muntanyosa. La ciutat es pot dividir en diverses seccions: Honey Pot (nord-oest de Nanticoke), Downtown (nord i centre de Nanticoke) i Hanover Section (sud-est de Nanticoke). Els rierols Nanticoke i Newport travessen la ciutat.
Townships adjacents
- Hanover Township (est i sud)
- Newport Township (oest i sud)
- Plymouth Township  (nord)

Nanticoke té un clima continental humit d'estius calorosos (Dfa) i la zona de resistència és 6a que voreja la 6b. Les temperatures mitjanes mensuals oscil·len entre els 26,9 °F al gener fins a 72,6 °F al juliol.

## Transport
El transport públic de Nanticoke està gestionat pel Luzerne County Transportation Authority (autoritat de transport del comtat de Luzerne), que proporciona servei d'autobús a la ciutat i altres comunitats dels comtats de Luzerne i de Lackawanna.
L'aeroport internacional de Wilkes-Barre/Scranton es troba a Pittston Township. L'aeroport rep servei de vuit aerolínies internacionals i ha acollit diverses visites presidencials regionals de l'Air Force One en el passat. A la primavera del 2002, l'aeroport incrementà els vols directes a tot el país. El servei és proporcionat per American Airlines, Delta Air Lines i United Airlines. L'aeroport de Wilkes-Barre Wyoming Valley és a tres milles al nord de Wilkes-Barre. Hazleton Municipal Airport (aeroport municipal de Hazleton) és a tres quilòmetres al nord-oest de Hazleton.

## Seguretat pública
La ciutat de Nanticoke té els seus propis departaments de policia i de bombers. El departament de policia ofereix protecció a temps complet als seus ciutadans, visitants, empreses i propietats públiques. El departament de bombers està format per una combinació de bombers professionals i voluntaris. Ofereix una varietat de serveis, com ara extinció d'incendis, rescat i serveis mèdics d'emergència. El departament també ofereix als seus ciutadans programes d'educació i prevenció d'incendis.

## Educació
El districte escolar de l'àrea metropolitana de Nanticoke gestiona a la ciutat de Nanticoke i als townships circumdants de Plymouth, Newport i Conyningham. El districte escolar de l'àrea metropolitana de Nanticoke abasta aproximadament 52 milles quadrades (130 km2).

## Persones notables

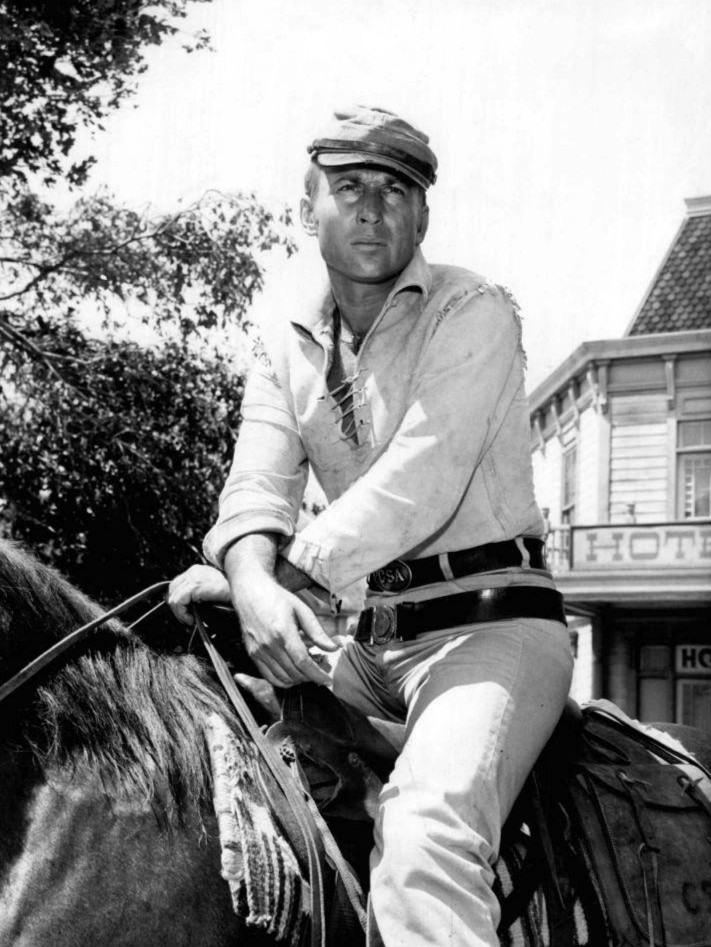
Nick Adams

- Nick Adams (1931–68), actor, guionista, conegut pel públic com a Johnny Yuma a la sèrie de televisió The Rebel[22][23]
- Steve Bilko (1928–78), jugador de beisbol professional amb els St. Louis Cardinals[24]
- Al Cihocki (1924–2014), jugador de camp interior a la Major League Baseball que va jugar pels Cleveland Indians[25]
- Stanley Dudrick (1935–2020), cirurgià que dissenyà la nutrició parenteral total[26]
- John S. Fine (1893–1978), 35è governador de Pennsilvània entre 1951 i 1955[27]
- Pete Gray (1915–2002), va jugar a les grans lligues de beisbol després d'haver perdut el braç dret en un accident infantil; la seva vida està descrita a la producció televisiva de 1986 A Winner Never Quits[28]
- Paul Kanjorski (n. 1937), representant dels Estats Units per l'11è districte congressual de Pennsilvània[29]
- Jerry Orbach (1935–2004), membre del repartiment de Law & Order[30]
- Frank Piekarski (1879–1951), jugador i entrenador de futbol americà que més tard feu de jutge a Pennsilvània[31]
- David A. Randall (1905–1975), llibreter, bibliotecari i estudiós bibliogràfic estatunidenc[32]
- Albert Tannenbaum (1906–1976), membre de Murder, Inc.[33]
- Doug Turley (1918–1992), extrem de futbol americà dels Washington Redskins[34]